# クレイジーホース・パリ 夜の宝石たち
クレイジーホース・パリ 夜の宝石たち（くれいじいほうすよるのほうせきたち Crazy Horse）は2012年公開のフランスのドキュメンタリー映画である。

## 概説
『パリ・オペラ座のすべて』などで知られるフレデリック・ワイズマン監督が、世界的に有名なパリの老舗ナイトクラブ「クレイジーホース」の舞台裏と、古くは「世界の夜」や「ヨーロッパの夜」または「ワールド・バイ・ナイトTODAY」にも登場した大人の男性達が歓楽する舞台と共に、その裏側やスタッフやそのステージに立つダンサー達の素顔を追ったドキュメンタリー映画である。ダンサー達の完璧なボディ作りと音と光の演出。そのパフォーマンスのみならず、リハーサル風景や、メイクアップ・衣装選びや、オーディション、クラブの運営会議など普段カメラが入れない所まで、70日間に渡り完全密着したルポルタージュ的内容。

## スタッフ
- 監督：フレデリック・ワイズマン
- 編集：フレデリック・ワイズマン
- 音響：フレデリック・ワイズマン
- 製作：ピエール・オリヴィエ・バルデ
- 撮影：ジョン・デイヴィ